# Blood Red Sky
Blood Red Sky (no Brasil: Céu Vermelho-Sangue) é um filme de terror e ação britânico-alemão de 2021 dirigido por Peter Thorwarth, que co-escreveu o roteiro com Stefan Holtz. O filme é estrelado por Roland Møller, Peri Baumeister, Chidi Ajufo e Alexander Scheer. Foi lançado em 23 de julho de 2021 na plataforma de streaming Netflix.

## Enredo
Uma viúva alemã, Nadja, e seu filho Elias se preparam para embarcar em um avião para Nova York; Nadja, que parece sofrer de leucemia, deve consultar um médico que poderá fornecer o tratamento de que ela precisa para restaurar sua saúde. No aeroporto, Elias faz amizade com um homem chamado Farid, enquanto sua mãe toma um remédio que lhe causa grande desconforto.
Enquanto os passageiros se acomodam para a noite, um grupo de homens, incluindo o co-piloto Bastian, discretamente assassina três funcionários do avião e sabota a caixa preta, evitando que o avião seja rastreado no radar. O líder deles, Berg, anuncia aos passageiros que ele e seus homens agora estão no controle do avião e esperam que todos fiquem parados até que o resgate seja pago. Elias tenta se esconder e Nadja o segue. Um sequestrador sociopata chamado Eightball os vê e atira em Nadja várias vezes. Supondo que ela esteja morta, os sequestradores iniciam a segunda fase de seu plano, forçando Farid a registrar um depoimento que faz parecer que o avião foi apreendido por terroristas para um ataque suicida, sabendo que então seria abatido.
Conforme Nadja lentamente recupera a consciência, ela começa a reviver o dia em que seu marido, Nikolai, foi morto. Ele tinha ido a uma casa de fazenda local para obter ajuda quando o carro deles quebrou durante uma viagem da família, mas não voltou. Quando Nadja foi procurá-lo, ela foi atacada por seu assassino, um vampiro que conseguiu morder Nadja antes de morrer queimado ao nascer do sol. Nadja logo se transformou em uma vampira e voltou para a casa da fazenda em busca de respostas. Ela conheceu um vampiro idoso que tentou atirar nela por matar seu filho, mas ela o dominou e o espancou até a morte antes de escapar com frascos de supressor de vampiros e queimar a casa da fazenda.
Nadja consegue acessar o porão de carga e remove as lentes de contatos e dentaduras que escondem seus olhos mutantes e presas antes de matar e se alimentar de um cachorro. Um sequestrador a pega em flagrante e ela o mata e bebe seu sangue, o que a transforma totalmente em uma vampira. Ela encontra Farid e eles conseguem recuperar o controle do avião quando os sequestradores estão prestes a saltar de paraquedas. Berg tenta retomar o controle da cabine antes que Nadja o surpreenda e o morda. Ela então o esfaqueia com uma faca antes que ele possa se transformar totalmente.
Os sequestradores, percebendo com o que estão lidando, encarregam Eightball de matar Nadja. Ele a subjuga com luz ultravioleta antes de extrair um pouco de seu sangue, mas quando ele está prestes a estacá-la, Elias usa a arma de Berg para atirar por uma janela e despressurizar o avião. Os sequestradores retomam a cabine e restauram a pressão. Eightball foge para o porão de carga e se injeta com o sangue de Nadja; ela tenta incendiá-lo, mas não consegue destruí-lo totalmente. Logo, os outros sequestradores, com exceção de Bastian, são emboscados e mortos por um vampiro Eightball, enquanto o resto dos passageiros se armam. Nadja os convence de que quer ajudar, e eles conseguem travar Eightball no porão e proteger o avião.
Bastian informa a Nadja que o avião não tem combustível suficiente para chegar a Nova York e que eles devem pousar logo ou cair. Um passageiro egoísta morrendo de lesão libera Eightball na esperança de ser mordido; em vez disso, ele o mata e transforma a maioria dos outros passageiros em vampiros. Nadja, sabendo que eles escaparão se o avião pousar, decide se sacrificar usando os explosivos dos sequestradores para matá-los. Elias a para e vai ele mesmo, mas só consegue agarrar o detonador antes de ser cercado por vampiros. Nadja faz Farid prometer cuidar dele antes de matar e se alimentar de Bastian. Ela tenta salvar seu filho, mas é atacada e seu sangue é drenado por Eightball. Assim que vai atrás de Elias, Farid dirige o avião para o caminho do sol da manhã, fazendo com que Eightball queime e caia para a morte.
Elias usa seu sangue para salvar a vida de Nadja, mas ela o rejeita e foge, sabendo que seu gosto por seu sangue o coloca em perigo. O avião pousa em uma base da RAF naEscócia, mas as autoridades ignoram os apelos de Elias e Farid e embarca no avião em busca de sobreviventes, resultando em um massacre. Elias foge de uma ambulância e corre de volta para o avião, vendo sua mãe se alimentando de um soldado. Sabendo que ela se foi, ele ativa o detonador, matando ela e os outros vampiros. Farid é libertado da custódia e abraça Elias enquanto a câmera se afasta lentamente.

## Elenco
- Carl Anton Koch[4] como Elias
- Peri Baumeister[4] como Nadja
- Kais Setti[5] como Farid al Adwa, físico e passageiro.
- Nader Ben-Abdallah como Mohammed, um estudante e passageiro de astrofísica.
- David Hürten como Marvin, um ex-islâmico alemão convertido ao ISIS.
- Kai Ivo Baulitz[4] como Bastian Buchner, o co-piloto e membro dos terroristas.
- Graham McTavish[4] como Coronel Alan Drummond, Exército Britânico
- Rebecca Dyson-Smith, como Sargento Karen Brown, Exército Britânico
- Roland Møller[4] como Karl, um membro dinamarquês dos terroristas.
- Dominic Purcell[4] como Berg, o líder americano dos terroristas.
- Jan Loukota como Jurij, especialista em explosivos tcheco e membro dos terroristas.
- Alexander Scheer[4] como Robert / Eightball, um psicótico alemão membro dos terroristas.
- Chidi Ajufo[4] como Curtiz, um membro americano dos terroristas.
- Florian Schmidtke como Michael, um marechal da aeronáutica do Bundespolizei.
- Holger Hage como Holger, um marechal da aeronáutica do Bundespolizei.
- Jacqueline Macaulay como Naomi, uma intérprete alemã da RAF Drybridge.

## Produção
Em 11 de setembro de 2020, foi anunciado que as filmagens em Praga para o filme seriam realizadas, e o filme era então conhecido como Transatlantic 473. As filmagens foram temporariamente canceladas após um teste extra positivo para COVID-19.

## Lançamento
Blood Red Sky foi lançado em 23 de julho de 2021 pela Netflix. É um dos 71 filmes originais que a Netflix lançou em 2021, fazendo parte de uma estratégia que pretende lançar pelo menos um novo filme por semana.

### Resposta crítica
No site do agregador de resenhas Rotten Tomatoes, o filme tem uma classificação de aprovação de 84% com base em 25 resenhas, com uma classificação média de 6,8/10.  No Metacritic, o filme tem uma pontuação média ponderada de 43 em 100, com base em seis críticos, indicando "críticas mistas ou médias".